# Tyrannochthonius aridus
Espèce
Tyrannochthonius aridus est une espèce de pseudoscorpions de la famille des Chthoniidae.

## Distribution
Cette espèce est endémique du Pilbara en Australie-Occidentale,.

## Publication originale
- Edward & Harvey, 2008 : Short-range endemism in hypogean environments: the pseudoscorpion genera Tyrannochthonius and Lagynochthonius (Pseudoscorpiones: Chthoniidae) in the semiarid zone of Western Australia. Invertebrate Systematics, vol. 22, no 2, p. 259-293.